# Club Social Cultural y Deportivo Hualgayoc
El Deportivo Hualgayoc es un club de fútbol peruano, con sede en el distrito de Hualgayoc, departamento de Cajamarca. Fue fundado el 10 de febrero de 1992 y jugó en la Segunda División del Perú en dos temporadas.

## Historia
El Deportivo Hualgayoc vio la luz un 10 de febrero de 1992. Sus fundadores fueron, principalmente, comerciantes y agricultores. El primer presidente del equipo fue César Catalán; y en aquella primera directiva, Napoleón Gil Gálvez, actual mandamás del equipo, se desempeñó como secretario de economía (tesorero).
El equipo se estrenó de manera muy destacada en la Liga Distrital de Hualgayoc: fue subcampeón en aquella temporada 1992. Al año siguiente, en 1993, consiguió su primer título; y en 1994 volvió a ser subcampeón. Su mayor logro de aquella primera etapa llegó en la temporada 1996: luego de volver a campeonar en la Distrital, el club llegó a jugar la definición por el título de la Liga Provincial de Bambamarca ante el Cultural Volante, elenco que por entonces tenía en sus filas a Hugo Dagoberto Urrutia Morales, gerente del Deportivo Hualgayoc y posterior presidente del Volante de Bambamarca. Volante ganó 1-0 y dejó al cuadro minero sin chance de seguir avanzando.
En la temporada 1997, Deportivo Hualgayoc volvió a ser subcampeón de la Liga Distrital. Luego de eso, por motivos económicos se decidió dejar de competir, lo cual causó dolor entre los pocos fundadores apegados al equipo que quedaban identificados con él. Entre ellos, Napoleón Gil hizo una promesa: el día en que él ocupara algún cargo público, reactivaría al club para que compitiera de la mejor manera posible. Y ese día llegó a finales de 2014: luego de ser elegido Gil como alcalde distrital, Deportivo Hualgayoc volvió a la competencia para la temporada 2015, en la que bajo la dirección técnica de Erick Torres, se configuró un extenso plantel con la meta de ser protagonista de la Copa Perú a nivel nacional.
Así, Hualgayoc se hizo con los títulos distrital y provincial sin mayores inconvenientes y clasificó por primera vez en su historia a una Etapa Departamental. A punta de goleadas, el equipo siguió avanzando hasta que en semifinales, un 0-2 a domicilio sobre Alianza Cutervo le dio la histórica primera clasificación a la Etapa Nacional. En esta, Hualgayoc se ubicó en el puesto 14 de la Tabla Única, y disputó su pase a octavos en partido de repechaje contra Unión Bambamarca. Clasificando a octavos de final.
Ya en octavos de final fue eliminado por Cristal Tumbes.
Deportivo Hualgayoc, nuevamente con Torres como entrenador, inició su participación en 2016 desde la Etapa Provincial donde logró el título tras vencer por 4-2 a Deportivo Coymolache. En la Departamental logró de nuevo la clasificación a la Etapa Nacional de la Copa Perú 2016 luego de eliminar en semifinales a Santa Ana de Cajabamba. Tras superar la primera fase de la Nacional, Hualgayoc clasificó al cuadrangular final dejando fuera en octavos de final a José María Arguedas de Andahuaylas y en cuartos de final a EGB Tacna Heroica por un marcador global de 8-4 (2-2 en Tacna y 6-2 como local). Perdió el título de la Copa Perú y el ascenso a Primera División en la última fecha de la Finalísima al perder 1-0 con el Binacional. Por el subcampeonato obtenido logró el ascenso a la Segunda División 2017.
Participó en Segunda División hasta la temporada 2018 y al año siguiente fue separado antes del inicio del torneo por deudas. En 2019 no participó de la Copa Perú y desde entonces se encuentra inactivo.

## Uniforme
- Uniforme titular: Camiseta azul, pantalón azul, medias azules.
- Uniforme titular: Camiseta blanca, pantalón blanco, medias blancas.

### Evolución del uniforme

#### Titular
| Titular 2017 | Titular 2018 |

#### Alternativo
| Alternativo 2017 | Alternativo 2018 |

## Datos del club
- Temporadas en Primera División:  0
- Temporadas en Segunda División:  2 (2017 - 2018).
- Mayor goleada conseguida:
  - En campeonatos nacionales de local: Deportivo Hualgayoc 6:0 Los Caimanes (9 de julio del 2017)
  - En campeonatos nacionales de visita: Alfredo Salinas 0:6 Deportivo Hualgayoc (21 de octubre de 2018)
- Mayor goleada recibida:
  - En campeonatos nacionales de local: Deportivo Hualgayoc 1:4 Cienciano (20 de mayo de 2018)
  - En campeonatos nacionales de visita: Cienciano 5:0 Deportivo Hualgayoc (29 de agosto de 2018)
- Mejor puesto en Segunda División:

3.º. Segunda División 2017 
- Peor puesto en Segunda División:

## Entrenadores
- Erick Torres (2014-2016)
- José Soto (2017)
- Orlando Maltese (2018)
- Carlos Galván (2018)
- Haruki Kanashiro (2018)

## Palmarés

### Torneos nacionales
- Subcampeón de la Copa Perú (1): 2016.

### Torneos regionales
- Liga Departamental de Cajamarca: 2015, 2016.
- Liga Provincial de Hualgayoc: 2015, 2016.
- Liga Distrital de Hualgayoc: 1993, 1996, 2015.